# 唐津市立佐志中学校
唐津市立佐志中学校（からつしりつ さしちゅうがっこう）は、佐賀県唐津市中瀬通にある公立中学校。

## 概要
歴史
1947年（昭和22年）の学制改革により新制中学校として創立。現校名となったのは1981年（昭和56年）。2022年（令和4年）に創立75周年を迎えた。
校章
「二」の文字を図案化したものの上に「中」の文字を置いている。創立当初の校名「第二中学校」にちなんでいる。
校歌
1956年（昭和31年）制定。作詞は丸山豊、作曲は陶山聡による。
通学区域
- 唐津市立佐志小学校校区（唐津市の後に「橋本町、桜町、八幡町、佐志浜町、佐志中里、佐志中通、佐志南、中瀬通、唐房一丁目、唐房二丁目、唐房三丁目、唐房四丁目、唐房五丁目、唐房六丁目、唐房七丁目、浦、鳩川、枝去木」が続く地域）[1]。

## 沿革
- 1947年（昭和22年）
  - 4月1日 - 学制改革により、新制中学校「唐津市立第二中学校」が発足。佐志実業青年学校に併置される。唐津市立佐志小学校を小学校区とする。
  - 5月2日 - 開校式を挙行。
- 1948年（昭和23年）3月31日 - 唐津市立佐志高等実業青年学校が廃止される。
- 1949年（昭和24年）9月1日 - 新校舎（第二期工事）が完成。学区の変更により、第一中学校に在学中の西唐津小校区の2年生を収容。
- 1950年（昭和25年）4月1日 - 新校舎（第三期工事）が完成。佐志小学校区・西唐津小学校区を第二中学校区と定め、1・2年生の全生徒を収容。
- 1956年（昭和31年）
  - 5月13日 - 校旗を制定。
  - 12月6日 - 校歌を制定。
- 1966年（昭和41年）4月1日 - 特殊学級を設置。
- 1980年（昭和55年）
  - 4月1日 - 唐津市立西唐津中学校が分離・独立。ただし、西唐津中の新校舎が完成するまでの間、校舎の使用を継続。
  - 9月1日 - 西唐津中学校の校舎が完成し、移転を完了。
- 1981年（昭和56年）
  - 4月1日 - 「唐津市立佐志中学校」（現校名）に改称。
  - 4月26日 - 校名改称に伴い、第二中学校校歌の一部変更の承認を作詞者丸山豊が承諾。
  - 9月1日 - 新校舎が完成し、移転を完了。
  - 12月 - 旧校舎を解体。跡地には宅地が造成されることとなる。
- 1989年（平成元年）4月1日 - 1年5学級、2年4学級、3年5学級 計14学級で最大規模となる（ピーク）。
- 1991年（平成3年）5月1日 - 開校10周年記念式典を挙行。
- 1992年（平成4年）4月 - 運動場西側に藤棚が完成。
- 1997年（平成9年）6月 - 運動場の整地が完了。
- 2000年（平成12年）6月 - 愛鳥モデル校に指定される。
- 2005年（平成17年）11月 - 開校25年記念式典を挙行。
- 2006年（平成18年）4月1日 - 特別支援学級を開設。
- 2014年（平成26年）4月1日 - 特別支援学級を設置。
- 2020年（令和2年）
  - 3月 - 屋内運動場の整備工事が完了。
  - 6月 - 校舎の大規模改造工事が完了。
- 2021年（令和3年）1月 - 屋外運動場の整備工事が完了。

## 交通
最寄りの鉄道駅
- JR九州 唐津線「西唐津駅」

最寄りのバス停
- 昭和バス 「八幡橋」バス停

最寄りの幹線道路
- 佐賀県道23号唐津呼子線 「八幡橋」交差点

## 周辺
- 中ノ瀬公園
- 中瀬プール
- 佐志テニスコート

## 参考資料
- 「唐津市史」（1962年（昭和37年）8月18日発行・1991年（平成3年）3月1日復刻, 唐津市・唐津市史編纂委員会）